# Ander Astralaga
Ander Astralaga Aranguren (Berango, Vizcaya, 3 de marzo de 2004) es un futbolista español que juega de portero en el Granada C. F. de la Segunda División de España, cedido por el F. C. Barcelona Atlètic.

## Trayectoria
Ander llegó a las categorías inferiores del Athletic Club en 2014. Tras cuatro temporadas en Lezama, decidió aceptar la oferta del F. C. Barcelona en 2018. El 27 de marzo de 2022 debutó con el FC Barcelona "B", en Primera Federación, en un encuentro frente al Betis Deportivo.
El 29 de junio de 2025, tras disputar 38 partidos con el filial azulgrana y haber sido convocado en varias ocasiones con el primer equipo, fue cedido al Granada C. F. para la temporada 2025-26.

## Estadísticas

### Clubes
Actualizado al último partido disputado el 27 de octubre de 2024.
| F. C. Barcelona Atlètic · España      | 1.ª F         | 2021-22       | 1  | 1  | ― | ― | ― | ― | 1  | 1  |
| F. C. Barcelona Atlètic · España      | 1.ª F         | 2022-23       | 3  | 4  | ― | ― | ― | ― | 3  | 4  |
| F. C. Barcelona Atlètic · España      | 1.ª F         | 2023-24       | 16 | 15 | ― | ― | ― | ― | 16 | 15 |
| F. C. Barcelona Atlètic · España      | 1.ª F         | 2024-25       | 5  | 5  | ― | ― | ― | ― | 5  | 5  |
| F. C. Barcelona Atlètic · España      | Total club    | Total club    | 25 | 25 | 0 | 0 | 0 | 0 | 25 | 25 |
| Total carrera                         | Total carrera | Total carrera | 25 | 25 | 0 | 0 | 0 | 0 | 25 | 25 |
| (1) Hace referencia a goles encajados |               |               |    |    |   |   |   |   |    |    |

## Palmarés

### Títulos nacionales
| Título                     | Club            | País   | Año  |
| -------------------------- | --------------- | ------ | ---- |
| Supercopa de España        | F. C. Barcelona | España | 2025 |
| Copa del Rey               | F. C. Barcelona | España | 2025 |
| Primera División de España | F. C. Barcelona | España | 2025 |

## Vida personal
Su hermana Eunate juega también como guardameta profesional en el Athletic Club y fue campeona del mundo sub-17 en 2022.